# Ronfeugerai
Ronfeugerai és un municipi francès situat al departament de l'Orne i a la regió de Normandia. L'any 2007 tenia 303 habitants.

## Demografia

### Població
El 2007 la població de fet de Ronfeugerai era de 303 persones. Hi havia 120 famílies de les quals 28 eren unipersonals (16 homes vivint sols i 12 dones vivint soles), 52 parelles sense fills, 36 parelles amb fills i 4 famílies monoparentals amb fills.
La població ha evolucionat segons el següent gràfic:
Habitants censats

### Habitatges
El 2007 hi havia 148 habitatges, 127 eren l'habitatge principal de la família, 9 eren segones residències i 11 estaven desocupats. 145 eren cases i 3 eren apartaments. Dels 127 habitatges principals, 102 estaven ocupats pels seus propietaris i 25 estaven llogats i ocupats pels llogaters; 1 tenia una cambra, 4 en tenien dues, 34 en tenien tres, 39 en tenien quatre i 50 en tenien cinc o més. 81 habitatges disposaven pel capbaix d'una plaça de pàrquing. A 58 habitatges hi havia un automòbil i a 63 n'hi havia dos o més.

### Piràmide de població
La piràmide de població per edats i sexe el 2009 era:
| Homes | Edats   | Dones |
| ----- | ------- | ----- |
| 0     | 95 o +  | 0     |
| 0     | 90 a 94 | 0     |
| 0     | 85 a 89 | 0     |
| 0     | 80 a 84 | 0     |
| 4     | 75 a 79 | 8     |
| 12    | 70 a 74 | 8     |
| 8     | 65 a 69 | 20    |
| 8     | 60 a 64 | 0     |
| 0     | 55 a 59 | 8     |
| 16    | 50 a 54 | 8     |
| 8     | 45 a 49 | 16    |
| 4     | 40 a 44 | 0     |
| 16    | 35 a 39 | 16    |
| 16    | 30 a 34 | 8     |
| 20    | 25 a 29 | 8     |
| 0     | 20 a 24 | 8     |
| 8     | 15 a 19 | 20    |
| 16    | 10 a 14 | 8     |
| 4     | 5 a 9   | 8     |
| 0     | 0 a 4   | 12    |

## Economia
El 2007 la població en edat de treballar era de 188 persones, 140 eren actives i 48 eren inactives. De les 140 persones actives 134 estaven ocupades (79 homes i 55 dones) i 6 estaven aturades (1 home i 5 dones). De les 48 persones inactives 18 estaven jubilades, 13 estaven estudiant i 17 estaven classificades com a «altres inactius».

### Ingressos
El 2009 a Ronfeugerai hi havia 136 unitats fiscals que integraven 327 persones, la mediana anual d'ingressos fiscals per persona era de 15.371 €.

### Activitats econòmiques
Dels 7 establiments que hi havia el 2007, 1 era d'una empresa de fabricació d'altres productes industrials, 1 d'una empresa de construcció, 1 d'una empresa de comerç i reparació d'automòbils, 1 d'una empresa immobiliària, 1 d'una empresa de serveis, 1 d'una entitat de l'administració pública i 1 d'una empresa classificada com a «altres activitats de serveis».
L'únic servei als particulars que hi havia el 2009 era un guixaire pintor.
L'any 2000 a Ronfeugerai hi havia 16 explotacions agrícoles que ocupaven un total de 396 hectàrees.

## Equipaments sanitaris i escolars
El 2009 hi havia una escola elemental integrada dins d'un grup escolar amb les comunes properes formant una escola dispersa.

## Poblacions més properes
El següent diagrama mostra les poblacions més properes.